# قطعنامه ۱۰۹۱ شورای امنیت
قطعنامه  ۱۰۹۱ شورای امنیت سازمان ملل متحد که در تاریخ ۱۳ دسامبر ۱۹۹۶ تصویب شد، سندی بین‌المللی دربارهٔ توصیه در مورد انتصاب دبیر کل سازمان ملل است. این قطعنامه طی نشست ۳۷۲۵ام    تصویب شد.